# Liga dos Campeões da UEFA de 2013–14 – Rodadas de Qualificação
Esta página apresenta os sumários das partidas das fases preliminares da Liga dos Campeões da UEFA de 2013–14.
Todos os horários em (UTC+2).

## Calendário e sorteios
Todos os sorteios serao realizados na sede da UEFA em Nyon, na Suíça.
| Fase                | Data e hora do sorteio     | Partida de ida          | Partida de volta      |
| ------------------- | -------------------------- | ----------------------- | --------------------- |
| 1ª Pré-Eliminatória | 24 de junho de 2013, 12:00 | 2 de julho de 2013      | 9 de julho 2013       |
| 2ª Pré-Eliminatória | 24 de junho de 2013, 12:00 | 16–17 de julho de 2013  | 23–24 de julho 2013   |
| 3ª Pré-Eliminatória | 19 de julho 2013           | 30–31 de julho de 2013  | 6–7 de agosto de 2013 |
| Rodada de play-off  | 9 de agosto de 2013        | 20–21 de agosto de 2013 | 27–28 de agosto 2013  |

## 1ª Pré-Eliminatória

### Partidas de ida
| 2 de julho de 2013 | Shirak               | 3 – 0     | Tre Penne | Estádio Cidade Gyumri, Gyumri               |
| 15:00              | Fofana 36', 55', 64' | Relatório |           | Público: 2 600 Árbitro: KAZ Alexandr Aliyev |

| 2 de julho de 2013 | Lusitanos               | 2 – 2     | EB/Streymur                    | Estadi Comunal, Andorra-a-Velha         |
| 19:30              | Martínez 24' (pen), 29' | Relatório | Hansen 67' · Hanssen 69' (pen) | Público: 750 Árbitro: CRO Damir Batinić |

### Partidas de volta
| 9 de julho de 2013 | EB/Streymur                                                     | 5 – 1     | Lusitanos       | Tórsvøllur, Tórshavn                        |
| 20:00              | Hansen 3' · Hanssen 38', 85' · Zachariasen 72' · Niclasen 90+3' | Relatório | Luis Miguel 66' | Público: 1 200 Árbitro: NIR Raymond Crangle |

EB/Streymur venceu por 7–3 no agregado e avançou a próxima fase.
| 9 de julho de 2013 | Tre Penne | 1 – 0     | Shirak | Estádio Olímpico, Serravalle              |
| 21:00              | Kyere 2'  | Relatório |        | Público: 453 Árbitro: LUX Laurent Kopriwa |

Shirak venceu por 3–1 no agregado e avançou a próxima fase.

## 2ª Pré-Eliminatória

### Partidas de ida
| 16 de julho de 2013 | Viktoria Plzeň                               | 4 – 3     | Željezničar Sarajevo                  | Stadion města Plzně, Plzeň                         |
| 17:30               | Čišovský 63' · Kolář 66', 76' · Rajtoral 81' | Relatório | Tomić 52' · Selimović 78' · Bučan 85' | Público: 10 381 Árbitro: ESP César Muñiz Fernández |

| 16 de julho de 2013 | BATE Borisov | 0 – 1     | Shakhter Karagandy | Haradski Stadium, Borisov               |
| 18:00               |              | Relatório | Khizhnichenko 48'  | Público: 5 207 Árbitro: SCO John Beaton |

| 16 de julho de 2013 | Dinamo Tbilisi                                                            | 6 – 1     | EB/Streymur | Estádio Boris Paichadze, Tbilisi            |
| 18:00               | Ustaritz 40' · Dvali 43' · Grigalashvili 72' · Xisco 75' · Vouho 77', 81' | Relatório | Glišić 42'  | Público: 9 425 Árbitro: MLT Alan Mario Sant |

| 16 de julho de 2013 | Sheriff Tiraspol | 1 – 1     | Sutjeska Nikšić | Estádio Sheriff, Tiraspol                   |
| 19:00               | Henrique 45'     | Relatório | Pejović 55'     | Público: 6 153 Árbitro: TUR Bülent Yıldırım |

| 16 de julho de 2013 | Ekranas | 0 – 1     | FH            | Estádio Aukštaitija, Panevėžys               |
| 19:00               |         | Relatório | Viðarsson 30' | Público: 1 753 Árbitro: NOR Dag Vidar Hafsås |

| 16 de julho de 2013 | Birkirkara | 0 – 0     | Maribor | Estádio Nacional de Ta' Qali, Ta' Qali           |
| 19:30               |            | Relatório |         | Público: 1 419 Árbitro: ROU Radu Marian Petrescu |

| 16 de julho de 2013 | Fola Esch | 0 – 5     | Dínamo Zagreb                                          | Stade Municipal de la Ville de Differdange, Differdange |
| 19:30               |           | Relatório | Soudani 59', 63' · Čop 64' · Ademi 75' · Fernandes 79' | Público: 1 489 Árbitro: SCO Bobby Madden                |

| 16 de julho de 2013 | Steaua București                           | 3 – 0     | Vardar | Arena Națională, Bucareste                 |
| 19:45               | Tănase 12' · Pintilii 21' · Pavlović 45+2' | Relatório |        | Público: 36 433 Árbitro: CZE Radek Příhoda |

| 17 de julho de 2013 | Shirak       | 1 – 1     | Partizan     | Estádio Cidade Gyumri, Gyumri             |
| 15:00               | Hakobyan 48' | Relatório | Volkov 90+3' | Público: 2 860 Árbitro: CZE Libor Kovařik |

| 17 de julho de 2013 | HJK | 0 – 0     | Nõmme Kalju | Estádio Sonera, Helsinque                      |
| 17:30               |     | Relatório |             | Público: 7 011 Árbitro: MNE Jovan Kaludjerović |

| 17 de julho de 2013 | Neftchi Baku | 0 – 0     | Skënderbeu Korçë | Bakcell Arena, Baku                           |
| 18:00               |              | Relatório |                  | Público: 10 200 Árbitro: CYP Leontios Trattou |

| 17 de julho de 2013 | Sligo Rovers | 0 – 1     | Molde     | Showgrounds, Sligo                            |
| 19:00               |              | Relatório | Chima 42' | Público: 3 840 Árbitro: BEL Alexandre Boucaut |

| 17 de julho de 2013 | Elfsborg                                                                                 | 7 – 1     | Daugava Daugavpils | Arena de Borås, Borås                        |
| 19:00               | Rohdén 20', 62' · Sokolovs 48' · Nilsson 61' · Bangura 68' · Claesson 89' · Holmén 90+2' | Relatório | Iizuka 78'         | Público: 3 342 Árbitro: ESP Carlos Del Cerro |

| 17 de julho de 2013 | The New Saints | 1 – 3     | Légia Varsóvia                                | Racecourse Ground, Wrexham                     |
| 20:15               | Fraughan 11'   | Relatório | Kucharczyk 47' · Saganowski 57' · Kosecki 74' | Público: 2 925 Árbitro: ISL Thorvaldur Árnason |

| 17 de julho de 2013 | Slovan Bratislava        | 2 – 1     | Ludogorets Razgrad | Štadión Pasienky, Bratislava               |
| 20:15               | Halenár 87', 90+3' (pen) | Relatório | Mäntylä 65'        | Público: 8 126 Árbitro: ENG Anthony Taylor |

| 17 de julho de 2013 | Győri | 0 – 2     | Maccabi Tel Aviv              | ETO Park, Győr                             |
| 20:30               |       | Relatório | Yitzhaki 76' · Alberman 90+4' | Público: 8 175 Árbitro: AUT Markus Hameter |

| 17 de julho de 2013 | Cliftonville | 0 – 3     | Celtic                                 | Solitude, Belfast                        |
| 20:45               |              | Relatório | Lustig 25' · Samaras 31' · Forrest 84' | Público: 5 442 Árbitro: UKR Serhiy Boiko |

### Partidas de volta
| 23 de julho de 2013 | Shakhter Karagandy | 1 – 0     | BATE Borisov | Estádio Shakhtyor, Qarağandı                  |
| 15:30               | Zyankovich 82'     | Relatório |              | Público: 18 800 Árbitro: SUI Stephan Klossner |

Shakhter Karagandy venceu por 2–0 no agregado e avançou a próxima fase.
| 23 de julho de 2013 | Daugava Daugavpils | 0 – 4     | Elfsborg                                                  | Daugavas stadions, Daugavpils             |
| 18:00               |                    | Relatório | Keene 41' · Claesson 61' · Hult 66' · Andersson 86' (pen) | Público: 350 Árbitro: GRE Antonis Giachos |

Elfsborg venceu por 11–1 no agregado e avançou a próxima fase.
| 23 de julho de 2013 | Nõmme Kalju                | 2 – 1     | HJK        | Kadrioru staadion, Tallinn                      |
| 17:30               | Ceesay 28' · Quintieri 35' | Relatório | Savage 64' | Público: 4 880 Árbitro: SRB Milenko Vukadinović |

Nõmme Kalju venceu por 2–1 no agregado e avançou a próxima fase.
| 23 de julho de 2013 | Sutjeska Nikšić | 0 – 5     | Sheriff Tiraspol                                                | Gradski stadion, Nikšić                       |
| 17:30               |                 | Relatório | Cadú 13' · Ricardinho 47' · Fernando 52', 65' · Scripchenco 86' | Público: 5 100 Árbitro: RUS Vladimir Kazmenko |

Sheriff Tiraspol venceu por 6–1 no agregado e avançou a próxima fase.
| 23 de julho de 2013 | Molde                | 2 – 0     | Sligo Rovers | Aker Stadion, Molde                       |
| 19:00               | Linnes 5' · Coly 77' | Relatório |              | Público: 5 765 Árbitro: SRB Danilo Grujić |

Molde venceu por 3–0 no agregado e avançou a próxima fase.
| 23 de julho de 2013 | EB/Streymur   | 1 – 3     | Dinamo Tbilisi                          | Tórsvøllur, Tórshavn                      |
| 20:00               | Danielsen 27' | Relatório | Xisco 7' (pen) · Dvali 12' · Glišić 84' | Público: 317 Árbitro: WAL Simon Lee Evans |

Dinamo Tbilisi venceu por 9–2 no agregado e avançou a próxima fase.
| 23 de julho de 2013 | Skënderbeu Korçë | 1 – 0 (pro) | Neftchi Baku | Estádio Skënderbeu, Korçë             |
| 20:00               | Orelesi 116'     | Relatório   |              | Público: 3 500 Árbitro: POL Pawel Gil |

Skënderbeu Korçë venceu por 1–0 no agregado e avançou a próxima fase.
| 23 de julho de 2013 | Maccabi Tel Aviv          | 2 – 1     | Győri        | Estádio Bloomfield, Tel Aviv                |
| 20:30               | Ben Haim 25' · Zahavi 79' | Relatório | Martínez 86' | Público: 12 732 Árbitro: SWE Martin Hansson |

Maccabi Tel Aviv venceu por 4–1 no agregado e avançou a próxima fase.
| 23 de julho de 2013 | Celtic                    | 2 – 0     | Cliftonville | Celtic Park, Glasgow                           |
| 20:45               | Ambrose 16' · Samaras 70' | Relatório |              | Público: 37 097 Árbitro: GER Thorsten Kinhöfer |

Celtic venceu por 5–0 no agregado e avançou a próxima fase.
| 23 de julho de 2013 | Dínamo Zagreb      | 1 – 0     | Fola Esch | Estádio Maksimir, Zagreb                   |
| 20:45               | Kramarić 78' (pen) | Relatório |           | Público: 8 995 Árbitro: GEO Lasha Silagava |

Dínamo Zagreb venceu por 6–0 no agregado e avançou a próxima fase.
| 23 de julho de 2013 | Vardar          | 1 – 2     | Steaua București               | Philip II Arena, Escópia                    |
| 20:45               | Kostovski 45+1' | Relatório | Piovaccari 23' · Bourceanu 72' | Público: 3 450 Árbitro: UKR Oleksandr Derdo |

Steaua București venceu por 5–1 no agregado e avançou a próxima fase.
| 23 de julho de 2013 | Željezničar Sarajevo | 1 – 2     | Viktoria Plzeň           | Estádio Asim Ferhatović Hase, Sarajevo   |
| 21:00               | Jamak 45'            | Relatório | Wágner 5' · Petržela 30' | Público: 15 000 Árbitro: POR João Capela |

Viktoria Plzeň venceu por 6–4 no agregado e avançou a próxima fase.
| 23 de julho de 2013 | FH                               | 2 – 1     | Ekranas             | Kaplakriki, Hafnarfjörður                 |
| 21:15               | Sverrisson 38' · Björnsson 90+2' | Relatório | Buinickij 26' (pen) | Público: 1 623 Árbitro: SVK Ivan Kružliak |

FH venceu por 3–1 no agregado e avançou a próxima fase.
| 24 de julho de 2013 | Ludogorets Razgrad                | 3 – 0     | Slovan Bratislava | Ludogorets Arena, Razgrad                  |
| 19:30               | Stoyanov 3' · Dani Abalo 12', 78' | Relatório |                   | Público: 3 890 Árbitro: ITA Mauro Bergonzi |

Ludogorets Razgrad venceu por 4–2 no agregado e avançou a próxima fase.
| 24 de julho de 2013 | Maribor                    | 2 – 0     | Birkirkara | Stadion Ljudski vrt, Maribor                 |
| 20:00               | Cvijanović 28' · Viler 47' | Relatório |            | Público: 9 036 Árbitro: LVA Andris Treimanis |

Maribor venceu por 2–0 no agregado e avançou a próxima fase.
| 24 de julho de 2013 | Légia Varsóvia  | 1 – 0     | The New Saints | Pepsi Arena, Varsóvia                       |
| 20:45               | Dvalishvili 53' | Relatório |                | Público: 11 712 Árbitro: ALB Bardhyl Pashaj |

Légia Varsóvia venceu por 4–1 no agregado e avançou a próxima fase.
| 24 de julho de 2013 | Partizan | 0 – 0     | Shirak | Estádio Partizan, Belgrado                      |
| 20:45               |          | Relatório |        | Público: 15 742 Árbitro: CYP Ioannis Anastasiou |

1–1 no agregado. Partizan avança a próxima fase pela regra do gol fora de casa.

## 3ª Pré-Eliminatória

### Partidas de ida
| 30 de julho de 2013 | Shakhter Karagandy                           | 3 – 0     | Skënderbeu Korçë | Astana Arena, Astana                          |
| 15:00               | Ðidić 8' · Murtazaev 79' · Khizhnichenko 90' | Relatório |                  | Público: 21 800 Árbitro: RUS Aleksei Nikolaev |

| 30 de julho de 2013 | Austria Wien | 1 – 0     | FH | Ernst-Happel-Stadion, Viena              |
| 18:00               | Royer 25'    | Relatório |    | Público: 8 075 Árbitro: SCO Bobby Madden |

| 30 de julho de 2013 | Nõmme Kalju | 0 – 4     | Viktoria Plzeň                      | A. Le Coq Arena, Tallinn                   |
| 18:00               |             | Relatório | Čišovský 2', 51', 90+2' · Ďuriš 77' | Público: 4 220 Árbitro: ENG Andre Marriner |

| 30 de junho de 2013 | Dinamo Tbilisi | 0 – 2     | Steaua București | Estádio Boris Paichadze, Tbilisi                  |
| 18:00               |                | Relatório | Iancu 64', 80'   | Público: 20 728 Árbitro: AUT Robert Schörgenhofer |

| 30 de julho de 2013 | Basel       | 1 – 0     | Maccabi Tel Aviv | St. Jakob-Park, Basileia                      |
| 19:00               | Stocker 39' | Relatório |                  | Público: 12 353 Árbitro: POL Szymon Marciniak |

| 30 de julho de 2013 | Nordsjælland | 0 – 1     | Zenit        | Farum Park, Farum                      |
| 19:00               |              | Relatório | Kerjakov 49' | Público: 5 417 Árbitro: ISR Alon Yefet |

| 30 de julho de 2013 | PAOK | 0 – 2     | Metalist Kharkiv     | Estádio Toumba, Salonica                 |
| 20:00               |      | Relatório | Dević 43' (pen), 72' | Público: 200 Árbitro: NED Pol van Boekel |

| 30 de julho de 2013 | PSV Eindhoven           | 2 – 0     | Zulte-Waregem | Philips Stadion, Eindhoven              |
| 20:45               | Depay 61' · Locadia 75' | Relatório |               | Público: 35 000 Árbitro: ITA Luca Banti |

| 30 de julho de 2013 | Dínamo Zagreb | 1 – 0     | Sheriff Tiraspol | Estádio Maksimir, Zagreb                  |
| 20:45               | Rukavina 89'  | Relatório |                  | Público: 10 347 Árbitro: ESP Carlos Gómez |

| 30 de julho de 2013 | Lyon        | 1 – 0     | Grasshoppers | Stade de Gerland, Lyon                     |
| 21:00               | Biševac 64' | Relatório |              | Público: 27 331 Árbitro: TUR Hüseyin Göçek |

| 31 de julho de 2013 | Molde     | 1 – 1     | Légia Varsóvia  | Aker Stadion, Molde                           |
| 19:00               | Chima 29' | Relatório | Dvalishvili 68' | Público: 6 063 Árbitro: GRE Anastassios Kakos |

| 31 de julho de 2013 | APOEL         | 1 – 1     | Maribor            | Estádio GSP, Nicósia                      |
| 19:00               | Gonçalves 21' | Relatório | Marcos Tavares 64' | Público: 17 387 Árbitro: UKR Serhiy Boyko |

| 31 de julho de 2013 | Ludogorets Razgrad               | 2 – 1     | Partizan     | Ludogorets Arena, Razgrad                       |
| 19:30               | Marcelinho 54' · Aleksandrov 67' | Relatório | Marković 49' | Público: 7 000 Árbitro: GRE Michael Koukoulakis |

| 31 de julho de 2013 | Red Bull Salzburg | 1 – 1     | Fenerbahçe           | Red Bull Arena, Salzburgo                 |
| 20:30               | Alan 68'          | Relatório | Cristian 90+5' (pen) | Público: 28 640 Árbitro: POR Duarte Gomes |

| 31 de julho de 2013 | Celtic      | 1 – 0     | Elfsborg | Celtic Park, Glasgow                         |
| 20:45               | Commons 76' | Relatório |          | Público: 38 546 Árbitro: POR Manuel De Sousa |

### Partidas de volta
| 6 de agosto de 2013 | Maccabi Tel Aviv                  | 3 – 3     | Basel                                 | Estádio Bloomfield, Tel Aviv                |
| 19:00               | Schär 35' · Zahavi 37' · Radi 55' | Relatório | Schär 5' (pen) · Salah 21' · Díaz 33' | Público: 13 100 Árbitro: FRA Clément Turpin |

Basel venceu por 4–3 no agregado e avançou a próxima fase.
| 6 de agosto de 2013 | Steaua București | 1 – 1     | Dinamo Tbilisi | Arena Națională, Bucareste                      |
| 19:45               | Latovlevici 7'   | Relatório | Ustaritz 48'   | Público: 37 249 Árbitro: ISL Kristinn Jakobsson |

Steaua București venceu por 3–1 no agregado e avançou a próxima fase.
| 6 de agosto de 2013 | Maribor | 0 – 0     | APOEL | Stadion Ljudski vrt, Maribor                  |
| 20:00               |         | Relatório |       | Público: 12 100 Árbitro: BLR Aleksei Kulbakov |

1–1 no agregado. Maribor venceu pela regra do gol fora de casa.
| 6 de agosto de 2013 | Skënderbeu Korçë                        | 3 – 2     | Shakhter Karagandy                | Estádio Qemal Stafa, Tirana               |
| 20:00               | Tomić 9' · Shkëmbi 20' (pen), 29' (pen) | Relatório | Khizhnichenko 38' · Baizhanov 67' | Público: 2 500 Árbitro: SVK Ivan Kružliak |

Shakhter Karagandy venceu por 5–3 no agregado e avançou a próxima fase.
| 6 de agosto de 2013 | Partizan | 0 – 1     | Ludogorets Razgrad  | Estádio Partizan, Belgrado              |
| 20:45               |          | Relatório | Zlatinski 88' (pen) | Público: 22 312 Árbitro: IRL Alan Kelly |

Ludogorets Razgrad venceu por 3–1 no agregado e avançou a próxima fase.
| 6 de agosto de 2013 | Fenerbahçe                            | 3 – 1     | Red Bull Salzburg | Estádio Şükrü Saraçoğlu, Istambul      |
| 20:45               | Raul Meireles 8' · Sow 17' · Webó 34' | Relatório | Soriano 4'        | Público: 32 669 Árbitro: POL Pawel Gil |

Fenerbahçe venceu por 4–2 no agregado e avançou a próxima fase.
| 6 de agosto de 2013 | Grasshoppers | 0 – 1     | Lyon        | Estádio Letzigrund, Zurique                     |
| 21:00               |              | Relatório | Grenier 82' | Público: 9 500 Árbitro: ESP Antonio Mateu Lahoz |

Lyon venceu por 2–0 no agregado e avançou a próxima fase.
| 7 de agosto de 2013 | Zenit                                                     | 5 – 0     | Nordsjælland | Estádio Petrovsky, São Petersburgo          |
| 18:00               | Chirokov 26', 90+3' · Hulk 50' · Danny 62' · Arshavin 68' | Relatório |              | Público: 20 072 Árbitro: BEL Serge Gumienny |

Zenit venceu por 6–0 no agregado e avançou a próxima fase.
| 7 de agosto de 2013 | FH | 0 – 0     | Austria Wien | Laugardalsvöllur, Reykjavík                   |
| 18:00               |    | Relatório |              | Público: 2 647 Árbitro: BUL Stanislav Todorov |

Austria Wien venceu por 1–0 no agregado e avançou a próxima fase.
| 7 de agosto de 2013 | Sheriff Tiraspol | 0 – 3     | Dínamo Zagreb                         | Estádio Sheriff, Tiraspol                   |
| 19:00               |                  | Relatório | Fernandes 10' · Soudani 27' · Čop 61' | Público: 10 234 Árbitro: NED Danny Makkelie |

Dínamo Zagreb venceu por 4–0 no agregado e avançou a próxima fase.
| 7 de agosto de 2013 | Metalist Kharkiv | 1 – 1     | PAOK      | Estádio Metalist, Carcóvia                 |
| 19:00               | Blanco 72'       | Relatório | Necid 83' | Público: 39 286 Árbitro: GER Florian Meyer |

Metalist Kharkiv venceu por 3–1 no agregado. Porem em 14 de agosto de 2013 o Metalist Kharkiv foi desclassificado das competições da UEFA durante a temporada de 2013–14 em decorrência de um escândalo de manipulação de resultados em jogos da liga nacional, em 2008. A UEFA decidiu substituir o Metalist Kharkiv na Liga dos Campeões pelo PAOK.
| 7 de agosto de 2013 | Elfsborg | 0 – 0     | Celtic | Arena de Borås, Borås                            |
| 19:45               |          | Relatório |        | Público: 9 040 Árbitro: RUS Vladislav Bezborodov |

Celtic venceu por 1–0 no agregado e avançou a próxima fase.
| 7 de agosto de 2013 | Viktoria Plzeň                                                   | 6 – 2     | Nõmme Kalju        | Stadion města Plzně, Plzeň                     |
| 20:15               | Horváth 20' (pen), 44', 62' · Tecl 58' · Hořava 71' · Wágner 82' | Relatório | Quintieri 10', 69' | Público: 9 482 Árbitro: SWE Stefan Johannesson |

Viktoria Plzeň venceu por 10–2 no agregado e avançou a próxima fase.
| 7 de agosto de 2013 | Zulte-Waregem | 0 – 3     | PSV Eindhoven                              | Constant Vanden Stock Stadium, Bruxelas  |
| 20:45               |               | Relatório | Matavž 56' (pen) · Bakkali 73' · Maher 90' | Público: 6 189 Árbitro: GER Felix Zwayer |

PSV Eindhoven venceu por 5–0 no agregado e avançou a próxima fase.
| 7 de agosto de 2013 | Légia Varsóvia | 0 – 0     | Molde | Pepsi Arena, Varsóvia                            |
| 20:45               |                | Relatório |       | Público: 23 379 Árbitro: ROU Alexandru Dan Tudor |

1–1 no agregado. Légia Varsóvia avança a próxima fase pela regra do gol fora de casa.

## Rodada de play-off

### Partidas de ida
| 20 de agosto de 2013 | Shakhter Karagandy                  | 2 – 0     | Celtic | Astana Arena, Astana                        |
| 17:00                | Finonchenko 12' · Khizhnichenko 77' | Relatório |        | Público: 29 950 Árbitro: CZE Pavel Královec |

| 20 de agosto de 2013 | Paços de Ferreira | 1 – 4     | Zenit                              | Estádio do Dragão, Porto                    |
| 20:45                | André Leão 58'    | Relatório | Chirokov 27', 60', 90' · Degrá 85' | Público: 4 466 Árbitro: ENG Martin Atkinson |

| 20 de agosto de 2013 | PSV Eindhoven | 1 – 1     | Milan           | Philips Stadion, Eindhoven                |
| 20:45                | Matavž 61'    | Relatório | El Shaarawy 15' | Público: 35 000 Árbitro: TUR Cüneyt Çakır |

| 20 de agosto de 2013 | Lyon | 0 – 2     | Real Sociedad                 | Stade de Gerland, Lyon                     |
| 20:45                |      | Relatório | Griezmann 17' · Seferović 50' | Público: 38 156 Árbitro: SRB Milorad Mažić |

| 20 de agosto de 2013 | Viktoria Plzeň                       | 3 – 1     | Maribor   | Doosan Arena, Plzeň                               |
| 20:45                | Čišovský 8' · Darida 58' · Ďuriš 90' | Relatório | Mejač 66' | Público: 11 158 Árbitro: POR Olegário Benquerença |

| 21 de agosto de 2013 | Schalke 04 | 1 – 1     | PAOK      | Veltins-Arena, Gelsenkirchen                 |
| 20:45                | Farfán 32' | Relatório | Stoch 73' | Público: 52 444 Árbitro: FRA Stéphane Lannoy |

| 21 de agosto de 2013 | Fenerbahçe | 0 – 3     | Arsenal                                   | Estádio Şükrü Saraçoğlu, Istambul            |
| 20:45                |            | Relatório | Gibbs 51' · Ramsey 64' · Giroud 77' (pen) | Público: 40 375 Árbitro: ITA Gianluca Rocchi |

| 21 de agosto de 2013 | Steaua București | 1 – 1     | Legia Warsaw | Arena Națională, Bucareste                  |
| 20:45                | Piovaccari 34'   | Relatório | Kosecki 53'  | Público: 50 655 Árbitro: ITA Nicola Rizzoli |

| 21 de agosto de 2013 | Dínamo Zagreb | 0 – 2     | Austria Wien               | Estádio Maksimir, Zagreb                 |
| 20:45                |               | Relatório | Leovac 68' · Stanković 75' | Público: 21 729 Árbitro: ENG Howard Webb |

| 21 de agosto de 2013 | Ludogorets Razgrad            | 2 – 4     | Basel                                      | Estádio Nacional Vasil Levski, Sófia        |
| 20:45                | Marcelinho 23' · Stoyanov 50' | Relatório | Salah 12', 59' · Sio 63' · Schär 83' (pen) | Público: 11 927 Árbitro: GER Wolfgang Stark |

### Partidas de volta
| 27 de agosto de 2013 | Austria Wien           | 2 – 3     | Dínamo Zagreb                              | Estádio Franz Horr, Viena                      |
| 20:45                | Mader 5' · Kienast 82' | Relatório | Brozović 34' · Fernandes 43' · Bećiraj 70' | Público: 10 500 Árbitro: ITA Paolo Tagliavento |

Austria Wien venceu por 4–3 no agregado e avançou a fase de grupos.
| 27 de agosto de 2013 | Basel                | 2 – 0     | Ludogorets Razgrad | St. Jakob-Park, Basileia                    |
| 20:45                | Frei 11' · Degen 79' | Relatório |                    | Público: 15 733 Árbitro: SCO William Collum |

Basel venceu por 6–2 no agregado e avançou a fase de grupos.
| 27 de agosto de 2013 | Legia Varsóvia                 | 2 – 2     | Steaua București           | Pepsi Arena, Varsóvia                      |
| 20:45                | Radović 27' · Rzezniczak 90+4' | Relatório | Stanciu 7' · Piovaccari 9' | Público: 21 514 Árbitro: POR Pedro Proença |

3–3 no agregado. Steaua București avançou a fase de grupos pela regra do gol fora de casa.
| 27 de agosto de 2013 | Arsenal         | 2 – 0     | Fenerbahçe | Emirates Stadium, Londres                            |
| 20:45                | Ramsey 25', 72' | Relatório |            | Público: 56 271 Árbitro: ESP Carlos Velasco Carballo |

Arsenal venceu por 5–0 no agregado e avançou a fase de grupos.
| 27 de agosto de 2013 | PAOK                               | 2 – 3     | Schalke 04                    | Estádio Toumba, Salonica                |
| 20:45                | Athanasiadis 53' · Katsouranis 79' | Relatório | Szalai 43', 90' · Draxler 67' | Público: 350 Árbitro: NED Björn Kuipers |

Schalke 04 venceu por 4–3 no agregado e avançou a fase de grupos.
| 28 de agosto de 2013 | Zenit                                              | 4 – 2     | Paços de Ferreira     | Estádio Petrovsky, São Petersburgo           |
| 18:00                | Danny 30', 48' · Bukharov 66' · Arshavin 78' (pen) | Relatório | José 67' · Carlão 83' | Público: 21 507 Árbitro: ESP Alberto Undiano |

Zenit venceu por 8–3 no agregado e avançou a fase de grupos.
| 28 de agosto de 2013 | Milan                           | 3 – 0     | PSV Eindhoven | San Siro, Milão                               |
| 20:45                | Boateng 9', 77' · Balotelli 55' | Relatório |               | Público: 51 598 Árbitro: ENG Mark Clattenburg |

Milan venceu por 4–1 no agregado e avançou a fase de grupos.
| 28 de agosto de 2013 | Real Sociedad   | 2 – 0     | Lyon | Estádio Anoeta, Donostia-San Sebastián     |
| 20:45                | Vela 67', 90+1' | Relatório |      | Público: 28 955 Árbitro: SVN Damir Skomina |

Real Sociedad venceu por 4–0 no agregado e avançou a fase de grupos.
| 28 de agosto de 2013 | Maribor | 0 – 1     | Viktoria Plzeň | Stadion Ljudski vrt, Maribor             |
| 20:45                |         | Relatório | Tecl 3'        | Público: 12 306 Árbitro: GER Felix Brych |

Viktoria Plzeň venceu por 4–1 no agregado e avançou a fase de grupos.
| 28 de agosto de 2013 | Celtic                                      | 3 – 0     | Shakhter Karagandy | Celtic Park, Glasgow                           |
| 20:45                | Commons 45+1' · Samaras 48' · Forrest 90+2' | Relatório |                    | Público: 50 063 Árbitro: NOR Svein Oddvar Moen |

Celtic venceu por 3–2 no agregado e avançou a fase de grupos.